# Regarde (chanson)
Regarde est une chanson française politique, écrite, composée et chantée par Barbara en 1981.
Elle est chantée pour la première fois après la victoire de François Mitterrand lors de l'élection présidentielle de 1981.

## Texte
La chanson parle de l'espoir suscité par l'arrivée du premier président de gauche de la Ve république.
« Regarde / Quelque chose a changé / L'air semble plus léger / C'est indéfinissable" (...) "Un homme / Une rose à la main / A ouvert le chemin / Vers un autre demain ».
La « rose à la main » faisant directement référence à la rose au poing ; emblème du Parti Socialiste , choisie par François Mitterrand lui-même lors de son élection au secrétariat du parti en 1971.

## Origines
L'origine exacte de la chanson demeure floue, puisqu'elle n'a jamais fait l'objet d'un enregistrement studio. La chanson est uniquement disponible sur le disque enregistré en public Pantin 1981 chez Philips. L'histoire veut que Barbara l'ait écrite le soir même du résultat des élections, inspirée par la victoire de François Mitterrand,.